# Frontière entre Haïti et la République dominicaine

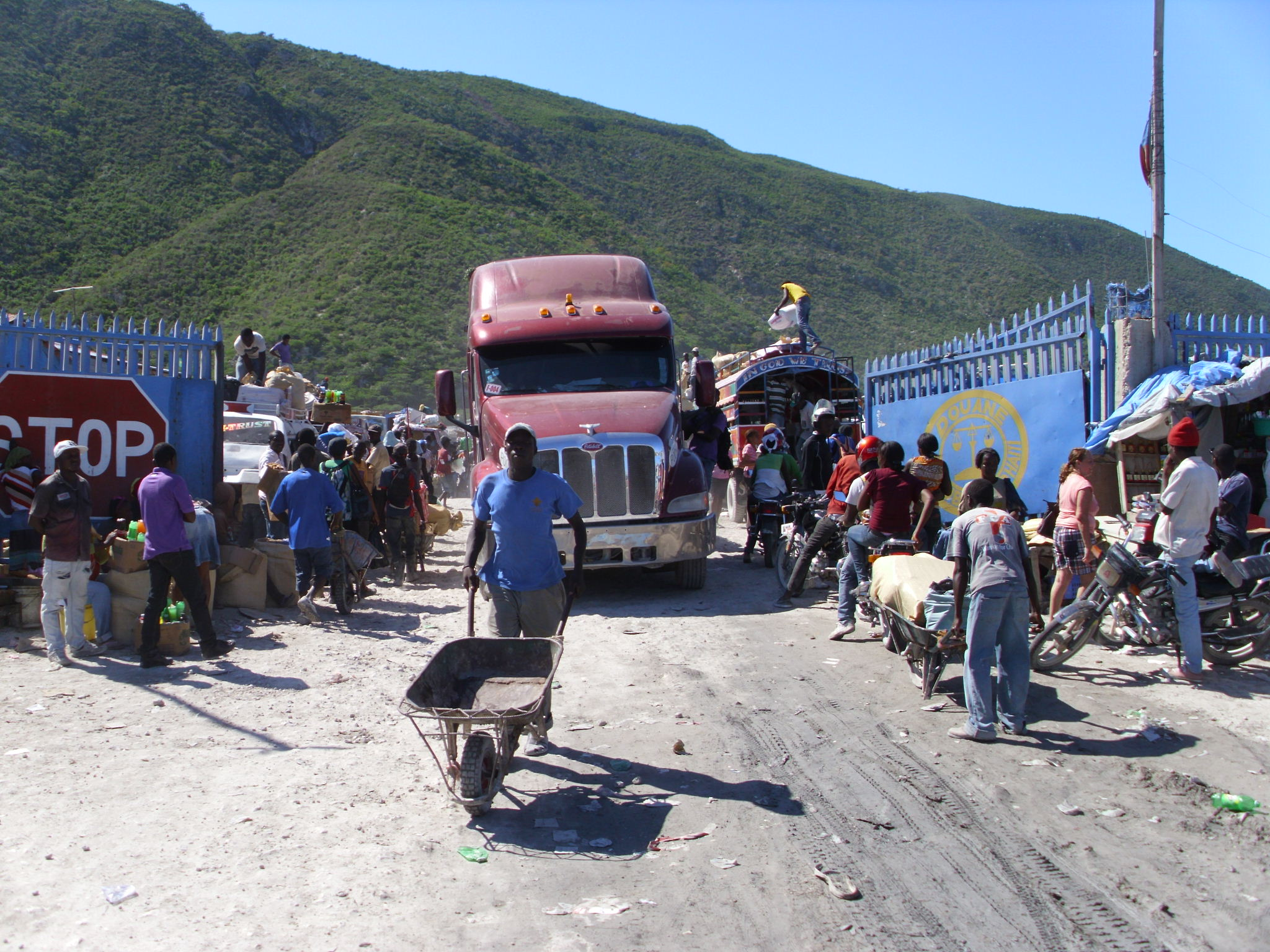
La frontière à Jimani.

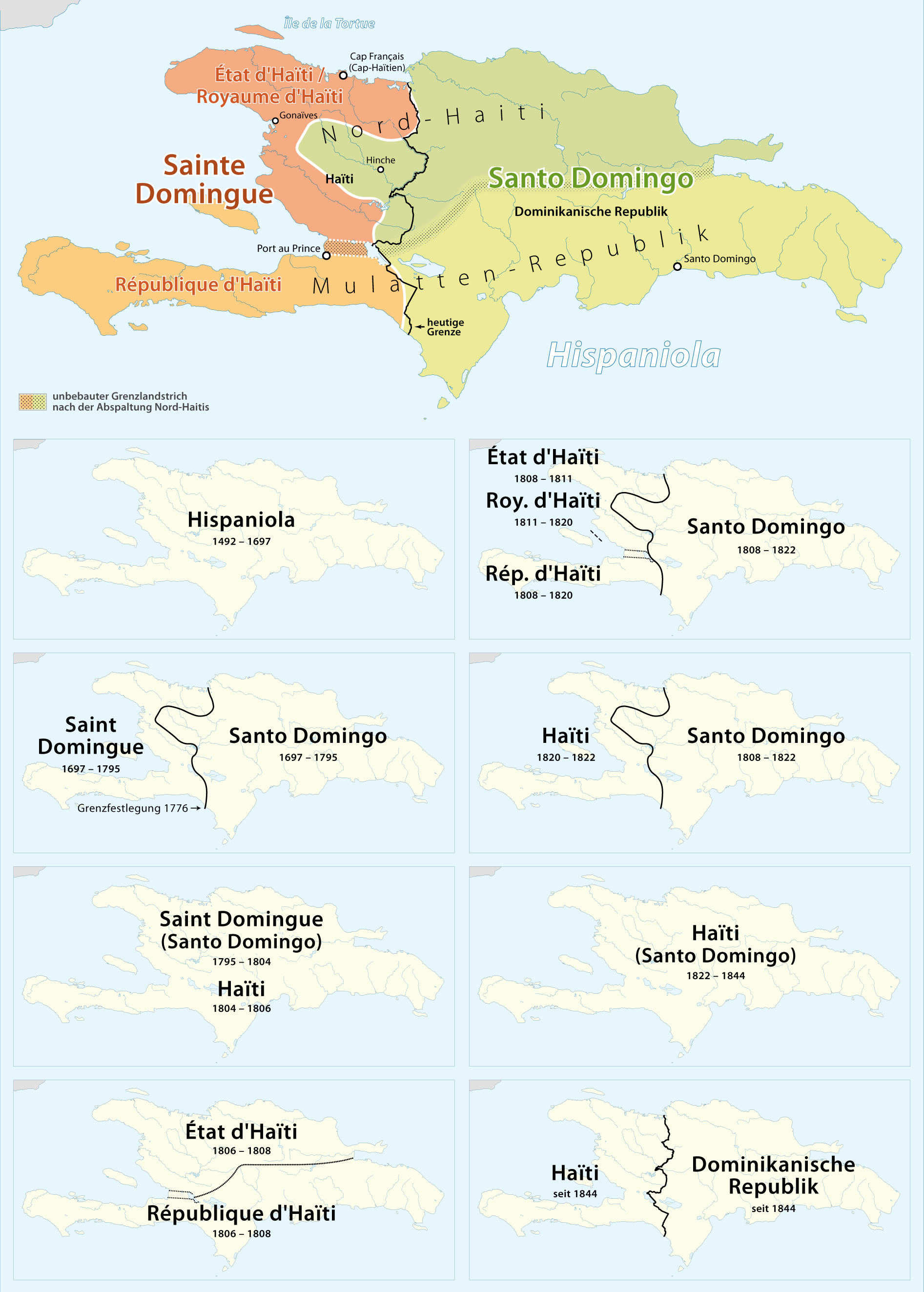
Carte montrant l'évolution de la frontière.

La frontière entre Haïti et la République dominicaine est la frontière qui sépare sur un axe nord-sud, l’île d’Hispaniola entre ces deux États.

## Historique
Née de la scission de l’île d’Hispaniola entre la France et l’Espagne, officialisée par le Traité de Ryswick en 1697, la frontière entre les deux colonies n’avait cependant pas de limites officielles précises. Durant l'époque coloniale, les métropoles signèrent plusieurs conventions dans l'intention de délimiter celle-ci, en particulier, les traités d'Aranjuez en 1777 et celui de Bâle en 1795 qui n'apportèrent néanmoins aucune solution au problème.

Au XIXe siècle, la ligne de la frontière disparaît plus d'une fois lors des invasions, ou des tentatives d'occupation du territoire dominicain par les Français (durant la Révolution et le Premier Empire), puis haïtiennes. Après plusieurs conventions infructueuses d’arbitrage entre les deux pays et une tentative de conciliation émanant du Pape Léon XIII en 1901, elle fut formellement définie (sous l’égide des États-Unis qui occupèrent Haïti de 1915 à 1934 et la République dominicaine de 1906 à 1924) par le Traité du 21 janvier 1929 signé à Port-au-Prince par les présidents, Horacio Vásquez et Louis Borno.
Celui-ci fut complété  :
1. par l'accord du 17 février 1935 signé également à Port-au-Prince par les présidents Sténio Vincent et Rafael Leónidas Trujillo Molina, destiné à régler les litiges de démarcation nés à la suite de la première convention ;
2. par le protocole additionnel du 9 mars 1936 signé par les mêmes présidents dans la capitale haïtienne.

En 1937, à l'instigation du président Trujillo, l'armée dominicaine se livre à un véritable nettoyage ethnique à l'encontre des Haïtiens établis du côté dominicain de la frontière. Trujillo craint que la pression démographique exercée par la paysannerie haïtienne en manque de terres sur la zone frontalière ne finisse par mettre en péril l'intégrité territoriale du pays. Environ 20 000 Haïtiens souvent nés sur place sont assassinés,.
La République dominicaine annonce par la voix de son président Luis Abinader le 27 avril 2020 qu'elle entamerait la construction d'une clôture le long de ses 376 kilomètres de frontière avec Haïti afin de freiner l'immigration illégale et le commerce illicite avec ce pays, a déclaré le président dominicain. En février 2022, la construction d'un mur en béton de 164 km de long, sur les 380 km de frontière terrestre, démarre pour un coût estimé de 37 millions de dollars.

## Tracé
Elle est ainsi fixée par les derniers accords, du nord au sud :
- Elle part de l'embouchure de la rivière du Massacre, suit ce cours d'eau puis la rivière de Capotille jusqu'à sa source. Elle passe par le morne Grime, rejoint la Rivière-des-Ténèbres, suit la route internationale et l'Artibonite jusqu'à son confluent avec la rivière Macassia.
- Elle remonte la rivière Macassia jusqu'à San Pedro et passe au fort Cachiman. Elle coupe ensuite la rivière Los Indios en se dirigeant vers l’Étang Saumâtre.
- Après avoir longé le côté est de l’étang, elle passe à El Numéro, Maré Citron, Gros Mare, descend la rivière des Pédernales jusqu'à son embouchure entre les villes de Anse-à-Pitres et Pedernales.

## Postes-frontières
Il existe quatre passages sur cette frontière qui sont du nord au sud :
| Poste-frontière haïtien | Poste-frontière dominicain | Observation |
| ----------------------- | -------------------------- | --- |
| Ouanaminthe             | Dajabón                    | Deuxième point de passage en importance : 31 % des échanges transfrontaliers s’y effectuent. |
| Belladère               | Comendador                 | 5 % des échanges transfrontaliers. |
| Malpasse (Ganthier)     | Jimaní                     | C’est le plus important poste-frontière. Il représente 51 % des échanges transfrontaliers, puisque la RN 8 qui le franchit relie directement les deux capitales : Port-au-Prince et Saint-Domingue. |
| Anse-à-Pitres           | Pedernales                 | 3 % des échanges transfrontaliers. |

## Galerie

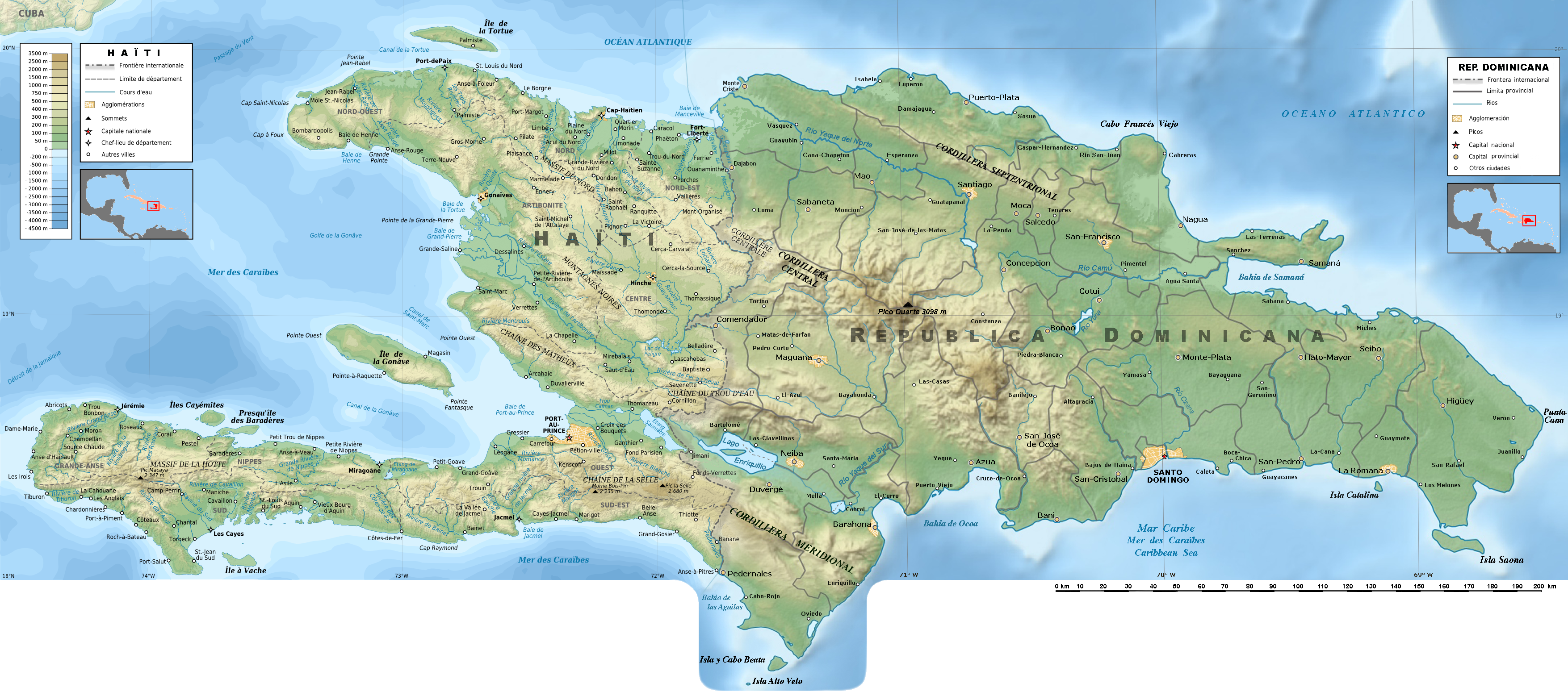
Tracé actuel de la frontière entre Haïti et la République dominicaine - carte physique.
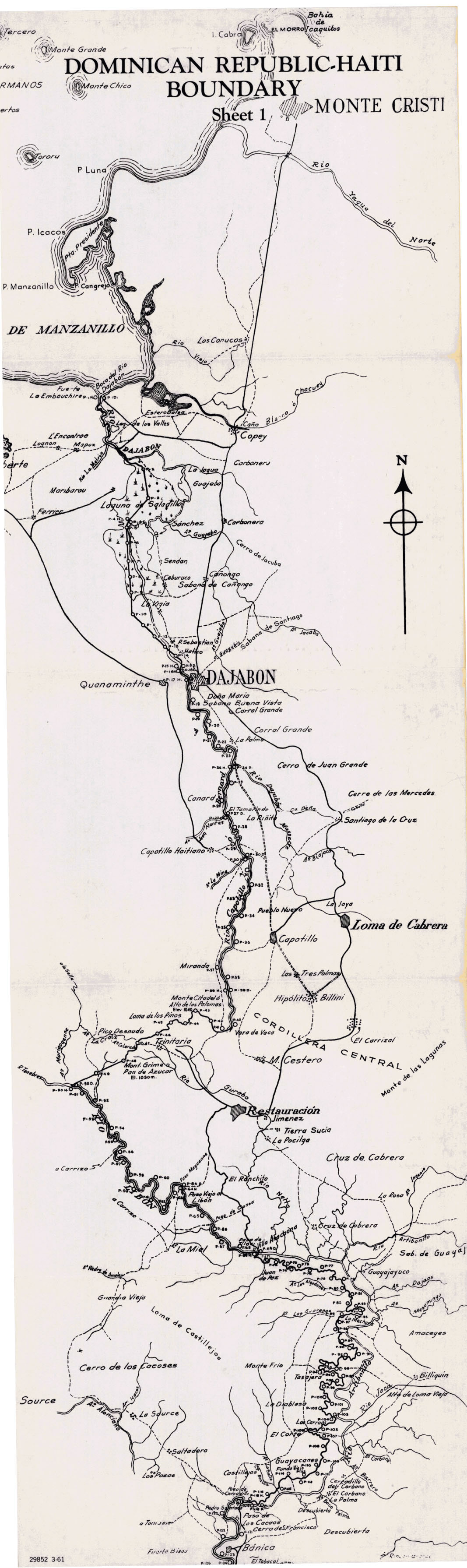
Détail de la frontière - Nord.
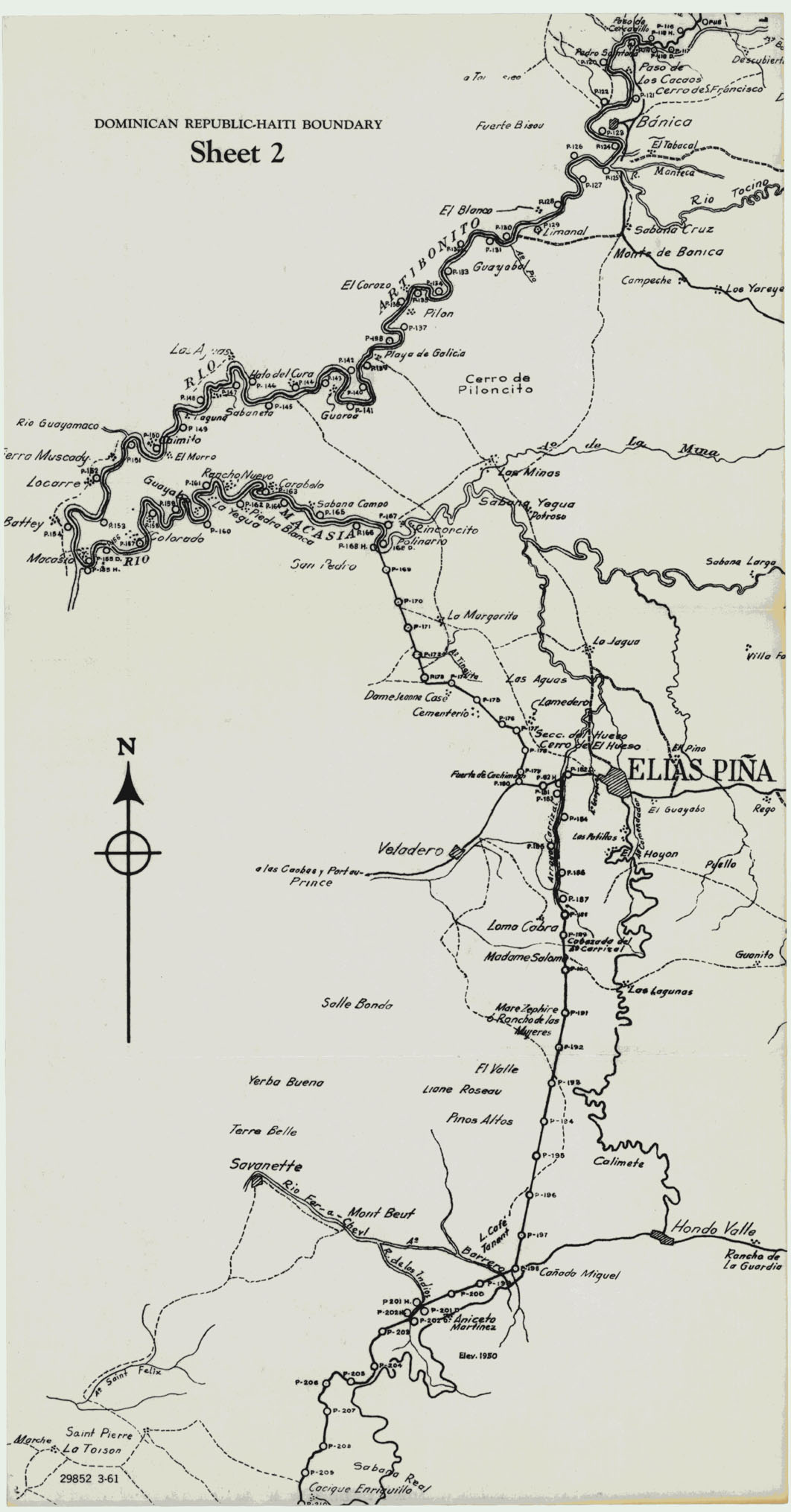
Détail de la frontière - Centre-Nord.
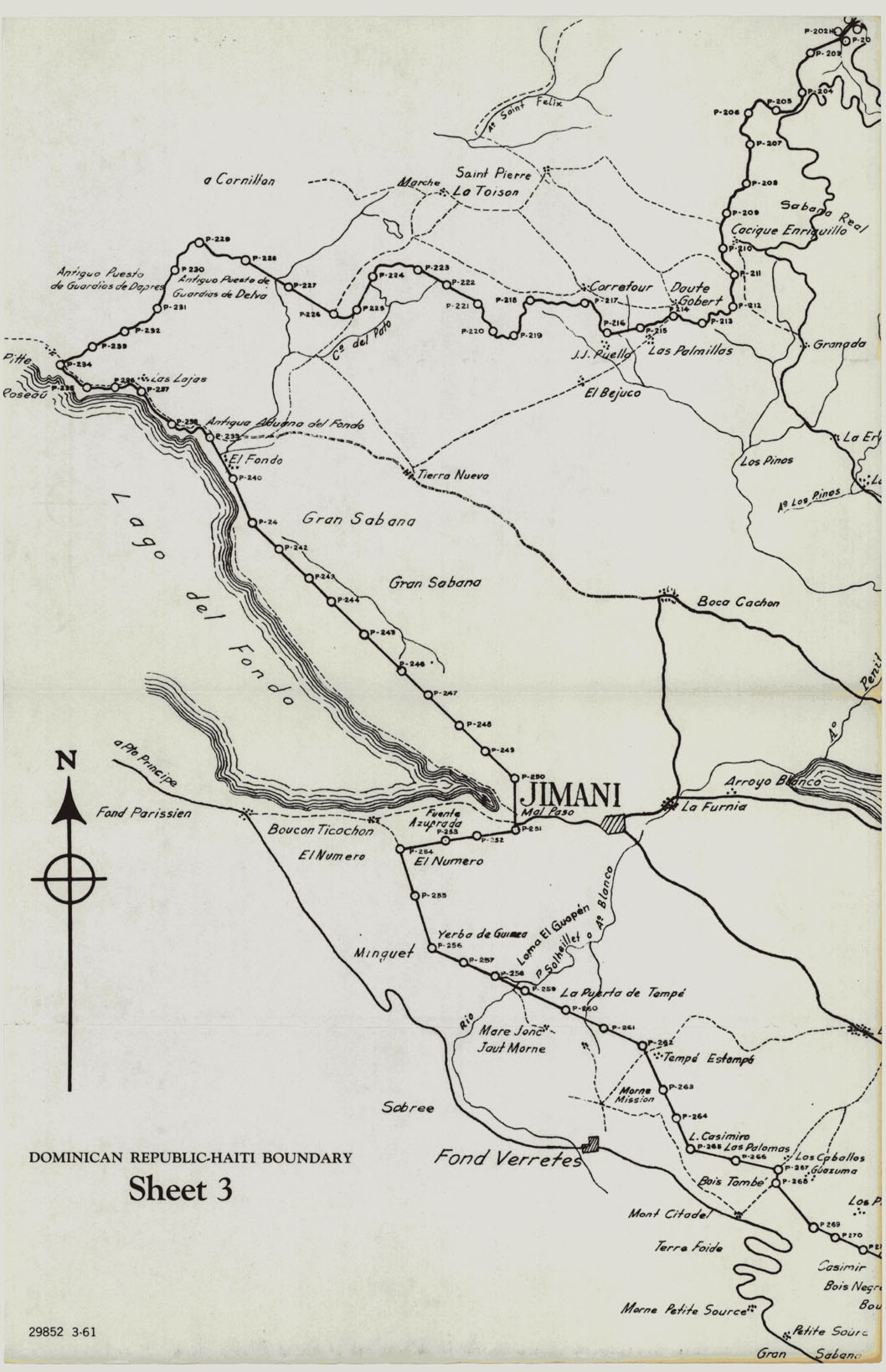
Détail de la frontière - Centre-Sud.
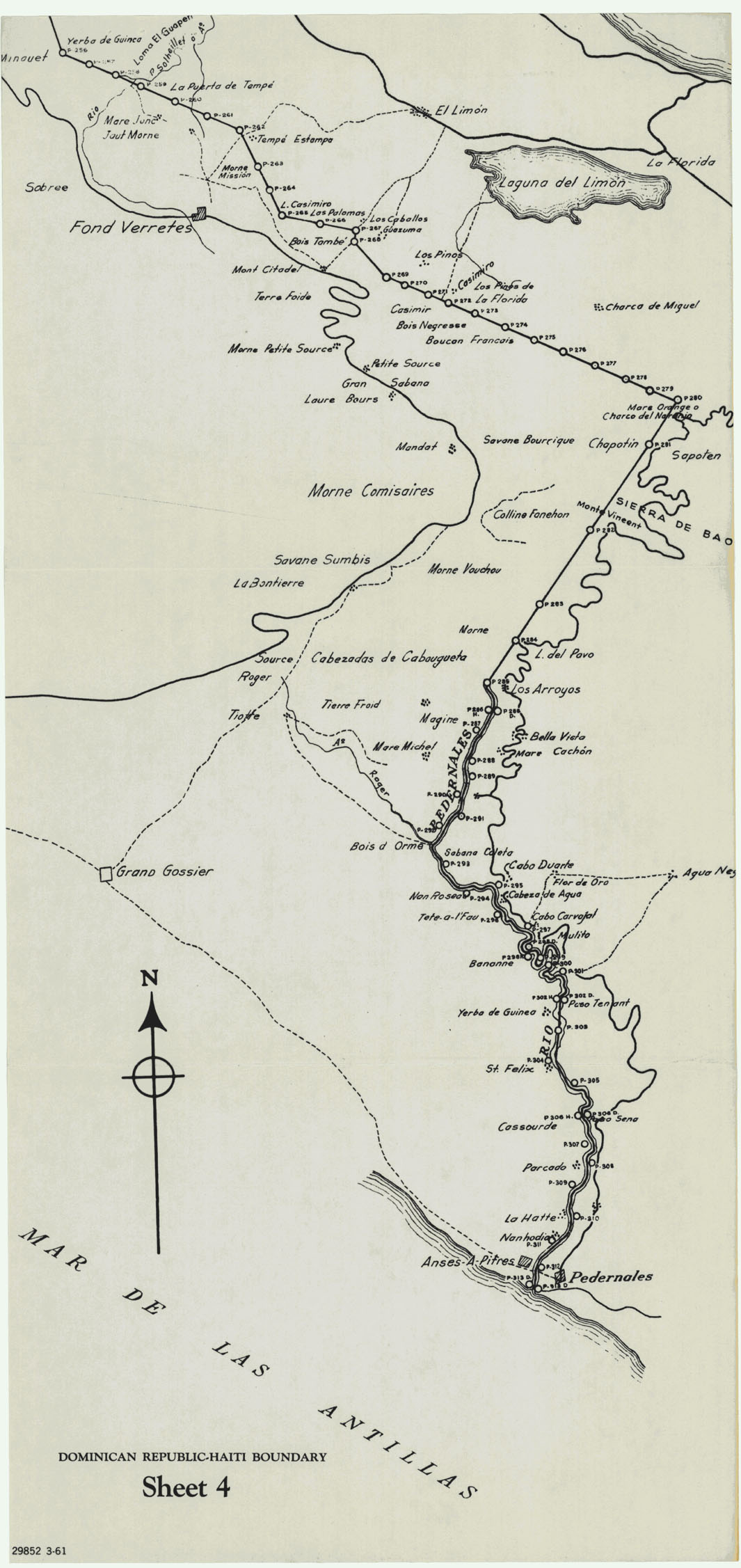
Détail de la frontière - Sud.